# Charinus reddelli
Espèce
Charinus reddelli est une espèce d'amblypyges de la famille des Charinidae.

## Distribution
Cette espèce est endémique du Belize. Elle se rencontre dans les grottes Footprint Cave et Waterfall Cave.

## Description
La carapace du mâle paratype mesure 2,64 mm de long sur 3,80 mm.
La carapace des femelles mesure de 3,00 à 3,05 mm de long sur de 4,25 à 4,40 mm.

## Étymologie
Cette espèce est nommée en l'honneur de James R. Reddell.

## Publication originale
- Miranda, Giupponi & Wizen, 2016 : « Two new species of whip spider (Amblypygi): an epigean and a cave dwelling Charinus Simon, 1892 from Belize. » Zootaxa, no 4098(3), p. 545-559.